# Ponto de Draper

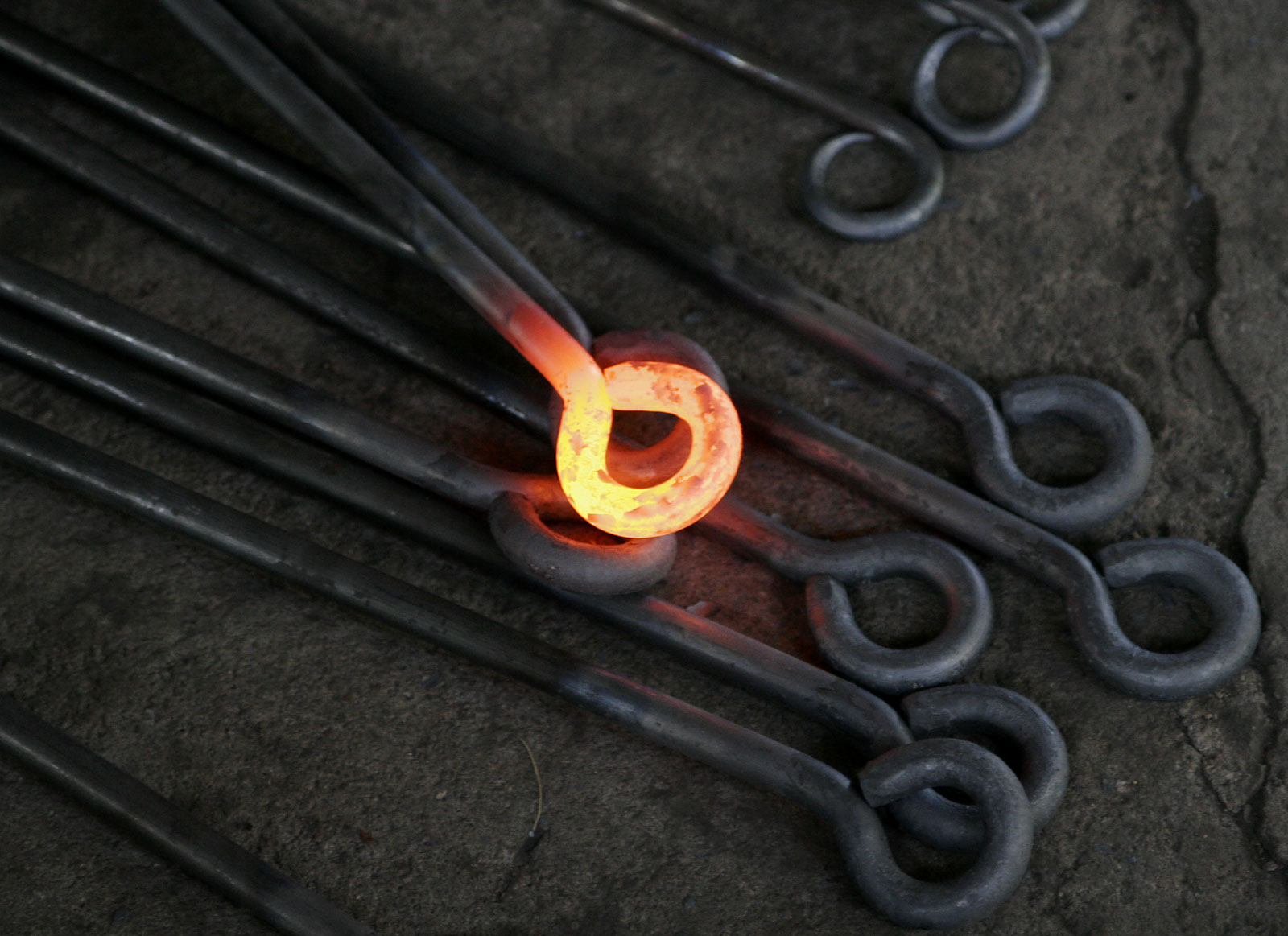
O metal aquecido a temperatura próxima à de fusão emite radiação no infravermelho e no visível próximo ao infravermelho. O primeiro é invisível ao olho humano, mas o segundo pode ser percebido pelo brilho avermelhado.

O ponto de Draper é a temperatura aproximada acima da qual quase todos os materiais sólidos brilham visivelmente como resultado da radiação de corpo negro. Foi estabelecido em 525° C (798 K) por John William Draper em 1847.
Corpos a temperaturas logo abaixo do ponto Draper irradiam principalmente na faixa infravermelha e emitem luz visível insignificante. O valor do ponto de Draper pode ser calculado usando a lei de deslocamento de Wien: a freqüência  {\displaystyle \nu _{\text{pico}}} (em hertz) emitida por um corpo negro se relaciona com a temperatura da seguinte forma

{\displaystyle \nu _{\text{pico}}=2.821{\frac {kT}{h}},}
onde
k é Constante de Boltzmann,
h é Constante de Planck,
T é temperatura (em kelvins).
Substituir o ponto de Draper nesta equação produz uma freqüência de 83 THz, ou um comprimento de onda de 3,6 µm, que é bem dentro do infravermelho e completamente invisível ao olho humano. No entanto, a borda principal da curva de radiação do corpo negro se estende, em uma pequena fração do pico da intensidade, para o infravermelho próximo e vermelho-escuro (aproximadamente o intervalo 0,7-1 m), que são muito fracamente visíveis como um vermelho opaco.
De acordo com a lei de Stefan-Boltzmann, um corpo negro no ponto Draper emite 23 quilowatts de radiação por metro quadrado, quase exclusivamente infravermelho.

## Cor observada pelo olho humano emitida por um corpo negro
| °C (K)                | Cor                                                                |
| --------------------- | ------------------------------------------------------------------ |
| 480 °C (753,15 K)     | brilho avermelhado fraco                                           |
| 580 °C (853,15 K)     | vermelho escuro                                                    |
| 730 °C (1003,15 K)    | vermelho brilhante, levemente alaranjado                           |
| 930 °C (1203,15 K)    | laranja brilhante                                                  |
| 1100 °C (1373,15 K)   | laranja amarelado pálido                                           |
| 1300 °C (1573,15 K)   | amarelo claro                                                      |
| > 1400 °C (1673,15 K) | branco (amarelado se visto a distâncias superiores à da atmosfera) |